# 水切町
水切町（みずきりちょう）は、愛知県名古屋市北区にある地名。現行行政地名は水切町1丁目から水切町7丁目。住居表示未実施。

## 地理
名古屋市北区南部に位置する。東は杉栄町、西は清水、南は中杉町・長田町、北は生駒町に接する。

## 歴史

### 地名の由来
当地はかつて「庄六新田」と称された土地であり、当地北側を流れていた大幸川をせき止め、北から南の田へ高低差を利用して配水を行っていたという。その際畦道を切っていたことから、水切りの名が生じたとされる。

### 沿革
- 1929年（昭和4年）9月5日 - 東区杉村町字下ノ町・北屋敷・五反田・寺田・生駒・西長田・中生駒・九文目・下生駒・東長田・東山寺・溝又木の各一部により、同区水切町として成立[1]。
- 1934年（昭和9年）7月15日 - 1丁目の一部が東区清水町8丁目に編入される[1]。
- 1944年（昭和19年）2月11日 - 北区成立に伴い、同区水切町となる[4]。

## 世帯数と人口
2019年（平成31年）1月1日現在の世帯数と人口は以下の通りである。
| 町丁   | 世帯数  | 人口    |
| ------ | ------- | ------- |
| 水切町 | 525世帯 | 1,022人 |

### 人口の変遷
国勢調査による人口の推移
| 2000年（平成12年） | 1,070人 | [ WEB 6 ] |  |
| 2005年（平成17年） | 1,050人 | [ WEB 7 ] |  |
| 2010年（平成22年） | 1,007人 | [ WEB 8 ] |  |
| 2015年（平成27年） | 978人   | [ WEB 9 ] |  |

## 学区
市立小・中学校に通う場合、学校等は以下の通りとなる。また、公立高等学校に通う場合の学区は以下の通りとなる。
| 丁目        | 番・番地等 | 小学校               | 中学校                 | 高等学校 |
| ----------- | ---------- | -------------------- | ---------------------- | -------- |
| 水切町1丁目 | 全域       | 名古屋市立大杉小学校 | 名古屋市立八王子中学校 | 尾張学区 |
| 水切町2丁目 | 全域       | 名古屋市立大杉小学校 | 名古屋市立八王子中学校 | 尾張学区 |
| 水切町3丁目 | 全域       | 名古屋市立大杉小学校 | 名古屋市立八王子中学校 | 尾張学区 |
| 水切町4丁目 | 全域       | 名古屋市立大杉小学校 | 名古屋市立八王子中学校 | 尾張学区 |
| 水切町5丁目 | 全域       | 名古屋市立杉村小学校 | 名古屋市立若葉中学校   | 尾張学区 |
| 水切町6丁目 | 全域       | 名古屋市立杉村小学校 | 名古屋市立若葉中学校   | 尾張学区 |
| 水切町7丁目 | 全域       | 名古屋市立杉村小学校 | 名古屋市立若葉中学校   | 尾張学区 |

## 施設
- 天理教金都分教会[2]
- 杉村コミュニティセンター

- 杉村コミュニティセンター

## その他

### 日本郵便
- 郵便番号 : 462-0833[WEB 3]（集配局：名古屋北郵便局[WEB 12]）。

### WEB
1. ↑  “愛知県名古屋市北区の町丁・字一覧”.   人口統計ラボ. 2017年10月7日閲覧。
2. 1 2  “町・丁目(大字)別、年齢(10歳階級)別公簿人口(全市・区別)”.   名古屋市 (2019年1月23日). 2019年1月23日閲覧。
3. 1 2  “郵便番号”.  日本郵便. 2019年1月6日閲覧。
4. ↑  “市外局番の一覧”.   総務省. 2019年1月6日閲覧。
5. ↑  名古屋市役所市民経済局地域振興部住民課町名表示係 (2015年10月21日). “北区の町名一覧”.   名古屋市. 2017年10月7日閲覧。
6. ↑  名古屋市役所総務局企画部統計課統計係 (2005年7月1日). “（刊行物）名古屋の町(大字)・丁目別人口 (平成12年国勢調査) 北区” (xls). 2017年10月8日閲覧。
7. ↑  名古屋市役所総務局企画部統計課統計係 (2007年6月29日). “平成17年国勢調査　名古屋の町(大字)別・年齢別人口 北区” (xls). 2017年10月8日閲覧。
8. ↑  名古屋市役所総務局企画部統計課統計係 (2012年6月29日). “平成22年国勢調査　名古屋の町(大字)別・年齢別人口 北区” (xls). 2017年10月8日閲覧。
9. ↑  名古屋市役所総務局企画部統計課統計係 (2017年7月7日). “平成27年国勢調査　名古屋の町(大字)別・年齢別人口” (xls). 2017年10月8日閲覧。
10. ↑  “市立小・中学校の通学区域一覧”.   名古屋市 (2018年11月10日). 2019年1月14日閲覧。
11. ↑  “平成29年度以降の愛知県公立高等学校（全日制課程）入学者選抜における通学区域並びに群及びグループ分け案について”.   愛知県教育委員会 (2015年2月16日). 2019年1月14日閲覧。
12. ↑  郵便番号簿 平成29年度版 - 日本郵便. 2019年01月06日閲覧 (PDF)

### 文献
1. 1 2 3 4  名古屋市北区役所市民室 1979, p. 66.
2. 1 2  「角川日本地名大辞典」編纂委員会 1989, p. 1454.

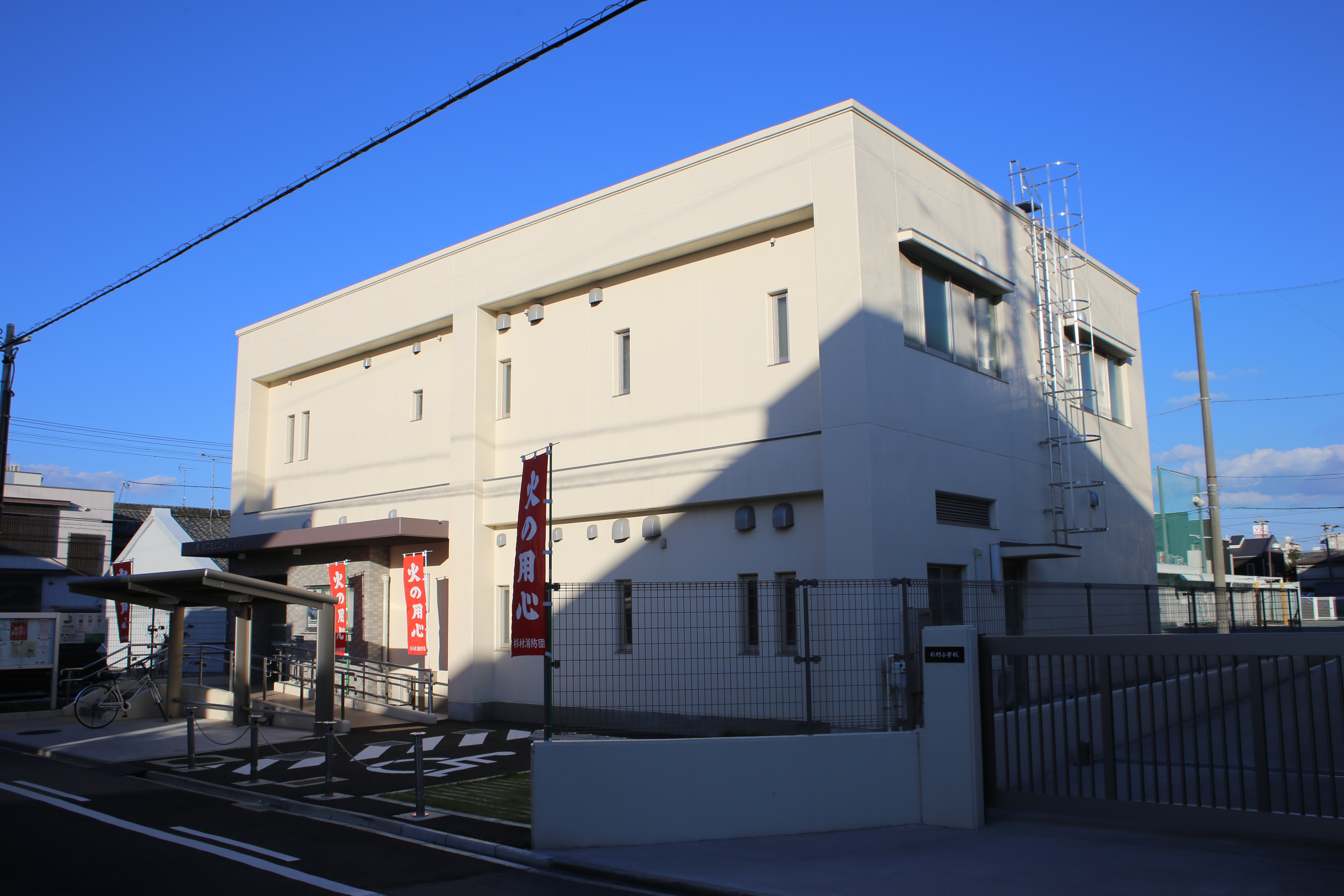
杉村コミュニティセンター

3. 1 2  名古屋市計画局 1992, p. 198.
4. ↑  名古屋市計画局 1992, p. 747.